# 群馬県道343号沢入桐生線
群馬県道343号沢入桐生線（ぐんまけんどう 343ごう そうりきりゅうせん）は、群馬県みどり市から桐生市までを結ぶ県道である。

## 概要

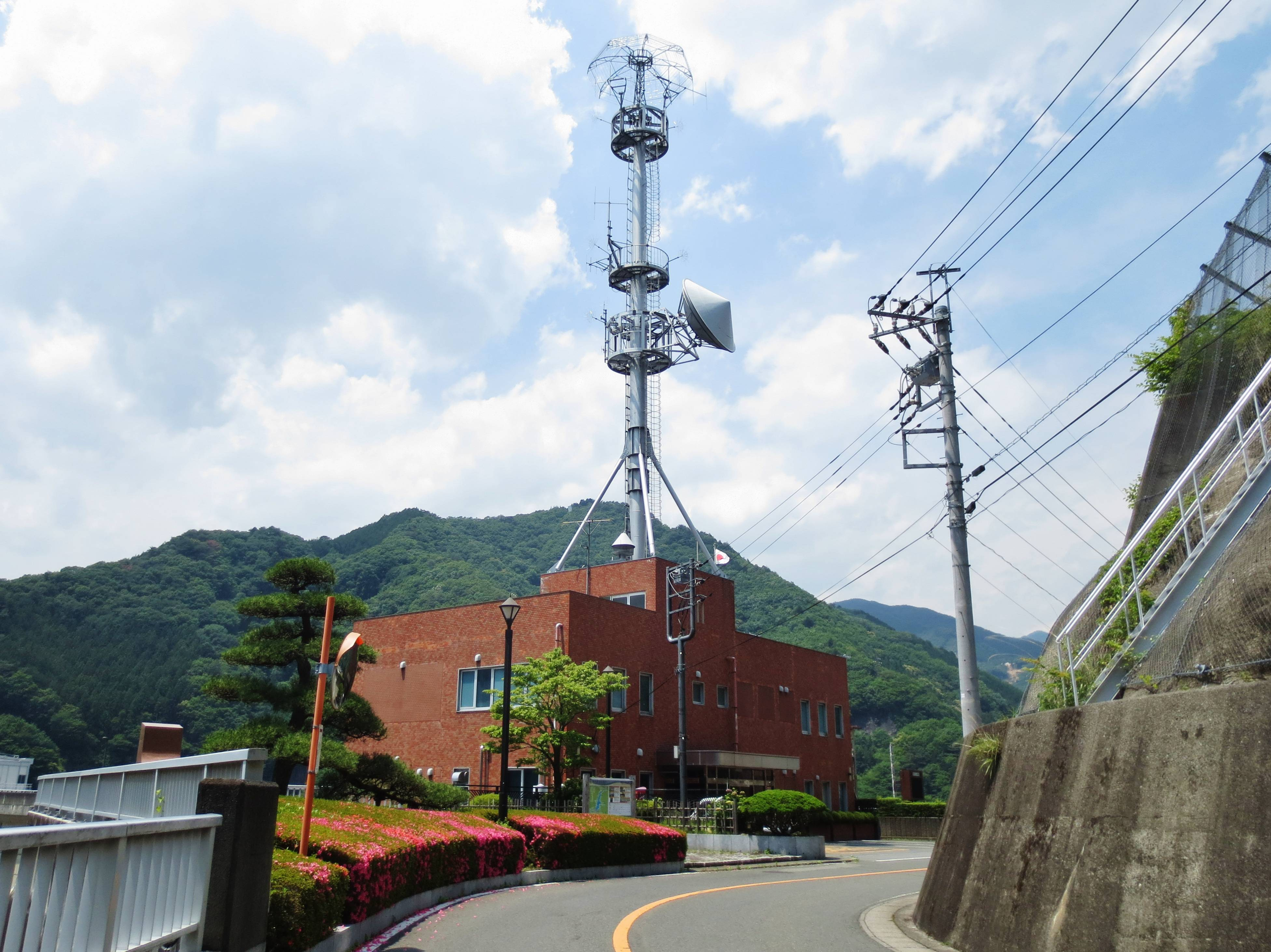
草木ダム管理所

起点 - みどり市東町座間
渡良瀬川の草木湖（草木ダム）沿いを通る。道幅は1.5車線程度で、カーブが多く見通しが悪い。
桐生市梅田町3丁目鍋足 - 終点
鍋足よりみどり市側も県道指定になっているが、実際には高沢林道と重複しており、許可無く通行する事はできない。桐生川付近は両側2車線であるが、ほぼ1車線ないし1.5車線であり、一部区間は未舗装となっている。現在道路改修として拡張工事が行われているほか、高沢川を挟んで対岸に新道が建設中である。

### 路線データ
- 起点:みどり市東町沢入（沢入交差点）
- 終点:桐生市梅田町3丁目（梅田町3丁目交差点）
- 未開通区間:みどり市東町座間 - 桐生市梅田町3丁目鍋足

## 地理

### 通過する自治体
- 群馬県
  - みどり市
  - （未開通区間）
  - 桐生市

### 交差する道路
- 国道122号:みどり市東町沢入（沢入交差点、起点）
- （未開通区間）
- 群馬県道・栃木県道66号桐生田沼線:桐生市梅田町3丁目（梅田町3丁目交差点、終点）

## 周辺
- 桐生警察署沢入駐在所

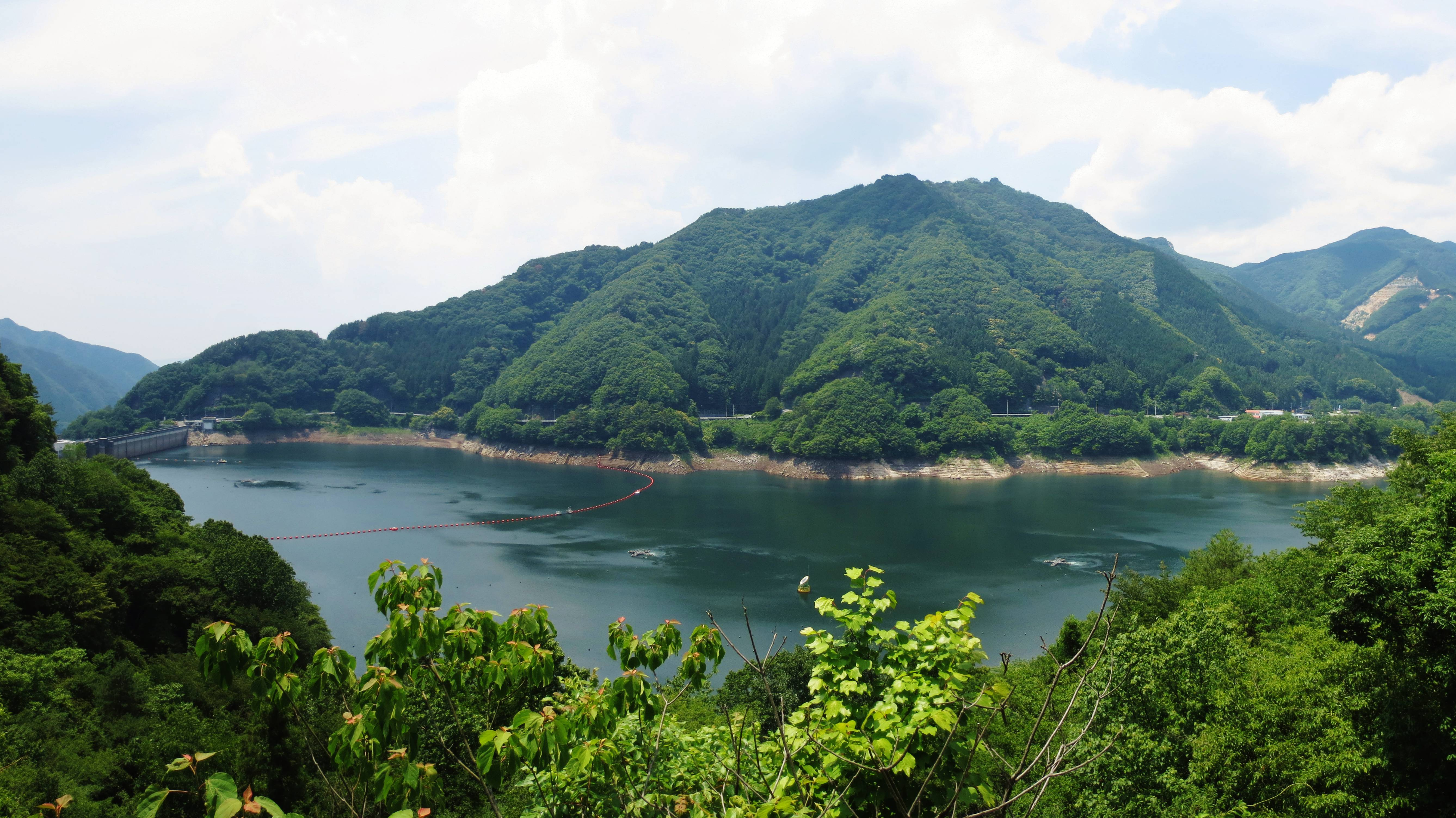
展望台から草木湖を見下ろす

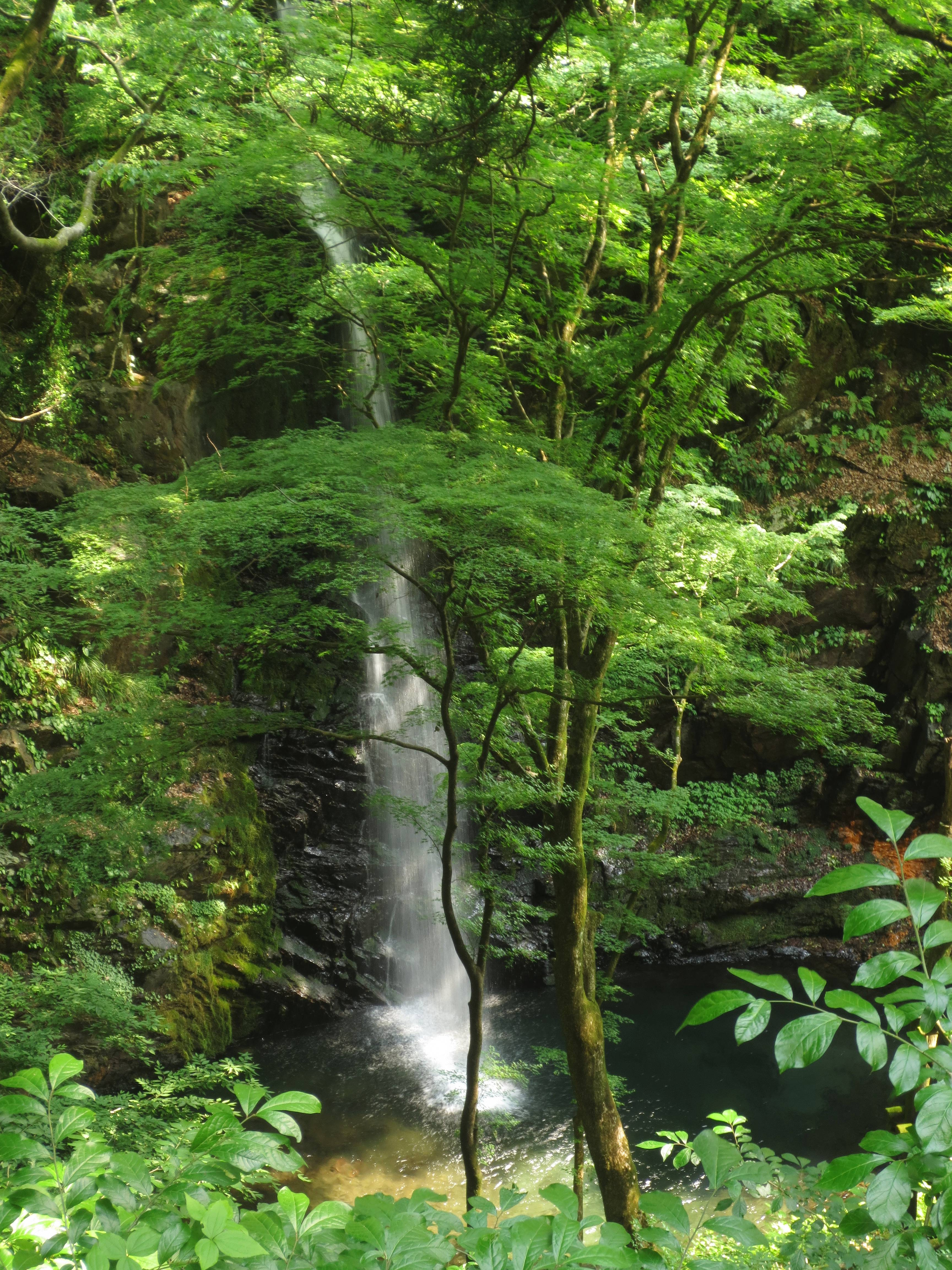
不動滝

- ログキャビン奥渡良瀬 - オートキャンプ場
- わたらせ渓谷鐵道わたらせ渓谷線沢入駅
- 陶器と良寛書の館
- 群馬県企業局沢入発電所
- 国民宿舎サンレイク草木
- 草木湖展望台
- 水資源機構草木ダム管理所
- 不動滝
- 大山祇神社